# マンダム
株式会社マンダム（英: Mandom Corporation）は、大阪府大阪市中央区十二軒町に本社を置く、日本の化粧品メーカーである。
主に男性用整髪料やフェイシャルペーパーを中心とした男性用化粧品においてシェアは国内トップに位置する。
主力ブランドはギャツビー。

## 概説
詳しい時期は不明だが、明治時代に大阪で創業され、輸入雑貨品を販売していた大崎組を前身とする。岡山出身の西村新八郎は、この大崎組に1908年（明治41年）に入社、フランスから輸入された香水に、自社ブランド名の「鶴香水」「金鶴香水」等の名を冠し販売していた。
その後、大崎組は1923年（大正12年）に倒産。1927年（昭和2年）、大阪市内で化粧品を扱う業者が合同で金鶴香水株式会社を設立する。西村は既に1915年（大正4年）時点で大崎組から独立して株式会社巴屋化粧品製造所の共同経営者になっていたが、ここで新たに金鶴香水の社長に就任、巴屋化粧品は1949年に吸収合併された。
1933年（昭和8年）、スティック状で使う分だけ、押し出して塗って髪を整える「丹頂チック」を発売。爆発的なヒットを記録し、これが同社を長年に渡って支え続けるロングセラー商品となり現在まで販売される。戦後を経て、その後も「丹頂ヘアトニック」「丹頂コールドクリーム」など、自社ブランド「丹頂」名の製品が多くなったことから、1959年（昭和34年）には丹頂株式会社に社名を変更。
しかし1963年（昭和38年）に資生堂からシリーズ型男性用化粧品の先駆けとなる「MG5」が発売されると、一転してシェアは低下。一時倒産の危機に直面するが、1970年（昭和45年）にチャールズ・ブロンソンをイメージ・キャラクターに起用した「マンダム」シリーズを発売。当時テレビ放映されたCMの影響も手伝って、大ヒットを記録。倒産寸前の窮地から復活を遂げる と、1971年（昭和46年）にマンダムへと社名変更する。
1978年（昭和53年）には、男性用化粧品「GATSBY」（ギャツビー）シリーズを発売、リニューアルを繰り返しながら主力ブランドになっている。また、1989年（平成元年）には、業界初の男性用無香料化粧品「LUCIDO」（ルシード）シリーズ、1993年には女性用頭髪製品「LUCIDO-L」（ルシード エル）を発売した。
「mandom」とは、現在は“Human & Freedom”の略である。元々は“Man Domain”（男の領域）という意味だったが、1984年に女性化粧品事業へ参入するのに伴い、Mandom の意味付けの変更をした。
2013年11月18日、主に50代以降にみられる加齢臭ではなく、30代 - 40代の『おやじ臭（おばさん臭）』の原因物質がジアセチルであることを特定した。
2021年9月、VI（ビジュアル・アイデンティティ）を刷新し、コーポレートスローガンも「BE ANYTHING, BE EVERYTHING.」とした。
みどり会の会員企業であり三和グループに属している。

## 歴史

旧ロゴ

- 1927年12月 - 金鶴香水株式会社として設立。
- 1932年11月 - 金鶴香水株式会社の初代取締役社長に西村新八郎が就任。
- 1933年4月 - 「丹頂チック」発売。
- 1952年 - 頭髪製品の広告モデルに三船敏郎を起用。化粧品広告のモデルブームを生み出す。
- 1958年4月 - フィリピン・マニラ市にて海外事業の第一歩となる技術提携会社、丹頂コーポレーションが稼働。
- 1959年4月 - 商号を丹頂株式会社に変更。
- 1961年 - 第2代社長に西村彦次就任。
- 1966年11月3日 - 会長 西村新八郎逝去。
- 1969年11月 - インドネシア・ジャカルタ市に合弁による現地法人PT. Tancho Indonesiaを設立（現・連結子会社 PT. Mandom Indonesia Tbk）。
- 1970年
  - 4月 - チャールズ・ブロンソンと広告キャラクターとして契約。CMでのブロンソンの台詞「う〜ん、マンダム」が、一躍流行語となった。ジェリー・ウォレスの歌うCMソング「男の世界」（再発盤レコードでは「マンダム〜男の世界」と表記）にも「マンダム」のフレーズが登場。同曲のレコードは発売1年で120万枚を売り上げる[6] 大ヒットとなった。CMディレクターは大林宣彦が担当した[1][2]。
  - 6月 - 輸出貢献企業として通産大臣の表彰を受賞（'71年、'72年にも受賞）。
- 1971年4月 - 商号を株式会社マンダム（英文社名：「MANDOM CO., LTD.」）に変更。
- 1972年
  - 5月 - インドネシア工場にプラスティック成型部門が発足。
  - 10月 - 日本ドクタ・ルノー化粧品株式会社を設立（現・連結子会社の株式会社ピアセラボ）。
  - この年、「マンダム・フーズフー」発売。イメージキャラクターとしてデヴィッド・ニーヴンを起用。
- 1976年
  - 3月 - 福崎工場操業開始。
  - 11月 - 福崎工場内にエアゾール工場が完成。
- 1978年
  - 5月 - 代理店経由販売から、販売店直接取引（直販体制）に移行。
  - 7月 - 男性化粧品「ギャツビー」シリーズを発売。同時にスポルディング社との商標契約でスポーツイメージの化粧品「スポルディング」シリーズを販売。
- 1980年8月 - 第3代社長に西村育雄就任。販売店直接取引を廃止し代理店経由販売に戻す。
- 1981年 - 「ギャツビー」のイメージキャラクターに萩原健一を起用。
- 1982年
  - 4月 - 経営の建直しを図る目的で第1次中期5ヵ年経営計画（MPプロジェクト）をスタート。
  - 9月 - パリアッチ事業部を設立し、美容院ルートに向け新しいヘアケアシステム「パリアッチ」ラインを発売。
- 1983年4月 - コーポレートアイデンティティ（CI）を導入し、ロゴマークを変更。また、英文社名を「MANDOM CO., LTD.」から「Mandom Corporation」に変更。
- 1984年7月 - 新ブランド「ピュセル」で女性化粧品市場に参入。
- 1988年
  - 2月 - シンガポールにて現地合弁会社スタート（現・連結子会社 Mandom Corporation (Singapore) Pte. Ltd.）。
  - 歯磨きとマウスウォッシュ「マウスジャズ（Mouth Jazz）」を発売。
  - 11月 - 株式店頭公開。
- 1989年
  - 9月 - 30代男性をターゲットにした無香料の整髪料「ルシード」を発売。
  - 12月 - 台湾にて現地合弁会社スタート（現・連結子会社 Mandom Taiwan Corporation）。
- 1990年4月 - タイにて現地合弁会社スタート（現・連結子会社 Mandom Corporation (Thailand) Ltd.）。
- 1992年2月 - フィリピンにて現地合弁会社スタート（現・連結子会社 Mandom Philippines Corporation）。
- 1993年
  - 2月 - 本社ビル第1期工事竣工。
  - 7月 - 香港にて現地合併会社スタート（現・持分法適用関連会社 Sunwa Marketing Co., Ltd.）。
  - 9月 - 男性化粧品ルシードからの派生で、女性向け無香料整髪料「ルシードエル」を発売。PT. Tancho Indonesia Tbkがジャカルタ証券取引所（現・インドネシア証券取引所）に上場。
  - 10月 - フランスのエステティック化粧品ギノーの日本販売会社として株式会社ギノージャパンを設立。
- 1994年6月 - 本社ビル第2期工事を終え完成。
- 1995年6月 - 第4代代表取締役社長に西村元延就任。
- 1996年
  - 4月 - グループ会社の化粧品輸入製造会社として株式会社ビューコスを設立。
  - 12月 - 中国にて現地合弁会社スタート（現・連結子会社 Zhongshan City Rida Cosmetics Co., Ltd.）。
- 1997年
  - 1月 - マレーシアにて現地合弁会社スタート（現・連結子会社 Mandom (Malaysia) Sdn. Bhd.）。
  - 4月 - 株式会社公南サービス設立（現・株式会社エムビーエス）。
- 1999年8月 - 韓国にて現地合弁会社スタート（現・連結子会社 Mandom Korea Corporation）。
- 2000年5月 - 取締役相談役 西村育雄逝去。
- 2001年3月 - PT. Mandom Indonesia Tbk チビトン工場稼働。ギャツビーヘアカラーにて、男性ヘアカラー市場に参入。
- 2002年
  - 1月 - 東京証券取引所市場第二部に株式上場。
  - 3月 - マンダムグループ東京日本橋ビル竣工。
- 2003年
  - 1月 - 名誉顧問 西村彦次逝去。
  - 2月 - 女性向け整髪料ブランド「ルシードエル」からヘアカラーを発売。
  - 3月 - 東京証券取引所市場第一部銘柄に指定。
- 2005年
  - 2月 - 100％子会社の株式会社エムザを吸収合併。
  - 3月 - 100％子会社の株式会社ミックの全株式をBHL社へ譲渡売却。
- 2006年
  - 8月 - ギャツビー ムービングラバー発売。
  - 11月 - 本社R&D棟竣工。
- 2007年
  - 2月 - 東京証券取引所「第12回（平成18年度）  ディスクロージャー表彰」受賞。
  - 12月 - PT. Mandom Indonesia Tbk、年間売上1兆ルピア達成。
- 2008年
  - 5月 - 中国にてMandom China Corporation設立（連結子会社）。
  - 8月 - 「ルシードエル」全面リニューアル開始。
- 2009年
  - 3月 - 首都圏営業拠点を再編（マンダム東京支店ビル、マンダムグループ東京日本橋ビル、マンダム日本橋馬喰町ビルを売却）。
  - 4月 - 株式会社ビューコスを株式会社エムビーエスに吸収合併。
- 2010年10月 - 100％子会社の株式会社ギノージャパンの全株式をワミレスコスメティックス株式会社へ譲渡売却。
- 2011年
  - 2月 - 「ルシード」エイジングケアブランドへ全面リニューアル。
  - 8月 - 女性コスメティックブランド「ビフェスタ」を発売。
- 2012年
  - 3月 - インドにてMandom Corporation (India) Pvt. Ltd.設立（連結子会社）。
  - 4月 - グローバル人財育成施策の一環として「海外トレーニー制度」がスタート。
- 2013年8月 - 「ギャツビーヘアジャム」を発売し、ワックスに次ぐ新剤型を提案。
- 2014年
  - 2月 - ミドル脂臭対策の「ルシードデオドラントシリーズ」を発売。
  - 3月 - 理美容チャンネルへの新たな取り組みとして「ルシードプロフェッショナル」を発売。福崎工場生産棟を増設。
  - 8月 - 「ビフェスタうる落ち水クレンジングシリーズ」をリニューアル。
- 2015年
  - 1月 - ベトナムにてMandom Vietnam Company Limited設立（連結子会社）。
  - 6月 - PT. Mandom Indonesia Tbk 本社・工場をジャカルタからブカシに移転。
  - 7月 - 大阪大学大学院薬学研究科に「先端化粧品科学共同研究講座」を設置。PT. Mandom Indonesia Tbk工場にて犠牲者を伴う大規模火災事故が発生。
  - 9月 - マンダムグループとして国連グローバル・コンパクトに参加。
  - 10月 - 「コーポレートガバナンス ガイドライン」を策定。
- 2016年10月 - 先端化粧品科学共同研究講座においてヒトの汗腺幹細胞を発見し、生体外での汗腺様構造体の再生に成功。
- 2018年
  - 8月 - 多様な人財の活用、および雇用の拡大を目的として株式会社マンダムウィル設立
  - 11月 - マレーシアの女性化粧品の企画・販売会社である ACG International Sdn. Bhd.の全株式株式譲渡契約を締結し、子会社化。
- 2020年11月 - マンダムとしては新参入カテゴリーとなる要時生成型亜塩素酸イオン水溶液の除菌・消臭スプレー「エムエーティ ピュア」を発売。
- 2021年
  - 4月 - 第5代代表取締役・社長執行役員に西村健が就任。これに伴い西村元延は代表取締役会長に就任。
  - 9月 - 38年ぶりにVI（ビジュアル・アイデンティティ）が刷新され、シンボルマーク・社名ロゴタイプを変更するとともに、コーポレートスローガンを「BE ANYTHING, BE EVERYTHING.（意味：なりたい自分に、全部なろう。）」へ改定[7]。福崎工場敷地内に146億円を投じた新生産棟（第5工場）が竣工。

## 主な製品
- MANDOM（マンダム）シリーズ … チャールズ・ブロンソンを起用し、「タフな男」のイメージで展開。熟年層向け。
- GATSBY（ギャツビー）シリーズ … 最先端のオシャレを若者向けに発信する、同社最大の男性化粧品ブランド。
- LÚCIDO（ルシード）シリーズ … さわやかな男のたしなみ、として展開。無香料が特色で、30代男性をターゲットとしている。現在はターゲットを40代以上にも広げ、ミドルエイジ向けブランドとして展開。
- LÚCIDO-L（ルシードエル）シリーズ … 男性用ブランドから派生して女性用専門となった珍しい[要出典]例。[要出典]
- 丹頂 … 男性用整髪料。チックは1933年から発売されているロングセラー商品）

## CM出演者
歴代ブランド順
- ギャツビー（GATSBY）
萩原健一 ： 1981年 - 1985年
松田優作 ： 1985年 - 1988年
a-ha ： 1988年 - 1993年
吉田栄作 & 森脇健児 ： 1993年 - 1996年
吉田栄作 & 森脇健児 & 水前寺清子 : 1994年 - 1995年
本木雅弘 ： 1996年 - 2006年
本木雅弘 & 内田裕也 : 1996年
木村拓哉 ： 2006年 - 2011年
木村拓哉 & 岩尾望（フットボールアワー）： 2009年
松田翔太 ： 2012年 - 2017年
松田翔太 & 栗山千明 ： 2014年・2015年
松田翔太 & クリス松村 ： 2015年
松田翔太 & 出川哲朗 ： 2016年
松田翔太 & みやぞん(ANZEN漫才) ： 2017年
柳楽優弥 & 新田真剣佑 ： 2018年 - 2020年
大和田南那、内藤秀一郎、からめる & 楠ろあ、イニ（じん） & ねぎりょー。 ： 2018年 「ギャツビー パーフェクト泡洗顔」WEBCM[8]
佐藤健 ： 2021年 - 2023年
kemio、土生瑞穂（櫻坂46）、木村慧人（FANTASTICS from EXILE TRIBE）、木村昴、井上ヤマト、修一朗、Licaxxx、ゆうたろう、齋藤天晴、りょう（東海オンエア）2023年：「メタラバー」
眞栄田郷敦 2024年 -
北村匠海 2024年 -
野田クリスタル（マヂカルラブリー）2025年
- ルシード（LÚCIDO）
稲垣吾郎 & 常盤貴子 ： 1994年 - 1995年
RIKIYA ： 2004年
中村獅童 ： 2005年
リー村山 ： 2005年
矢沢永吉 ： 2007年
田辺誠一 & 大塚寧々 ： 2014年 - 2017年
浅野忠信 ： 2017年 - 2022年
オダギリジョー：2023年 - 現在
- ルシードL（LÚCIDO-L）
常盤貴子 ： 1994年 - 1999年
安室奈美恵 ： 2003年 - 2005年
押切もえ ： 2006年 - 2008年
木村カエラ ： 2008年
- トリーティア
篠原涼子 ： 1994年 - 1997年
- アズ・イズ（As Is）
前園真聖 ： 1997年
加藤晴彦 ： 1998年
- プロデュース（produce）
郷ひろみ ： 2007年
冨田リカ ： 2007年
- ビフェスタ（Bifesta）
土屋アンナ ： 2012年
蒼井優 ： 2016年
本田翼 ： 2021年
- クレディオ（Creadio）
東海林のり子 : 1994年

など

## その他

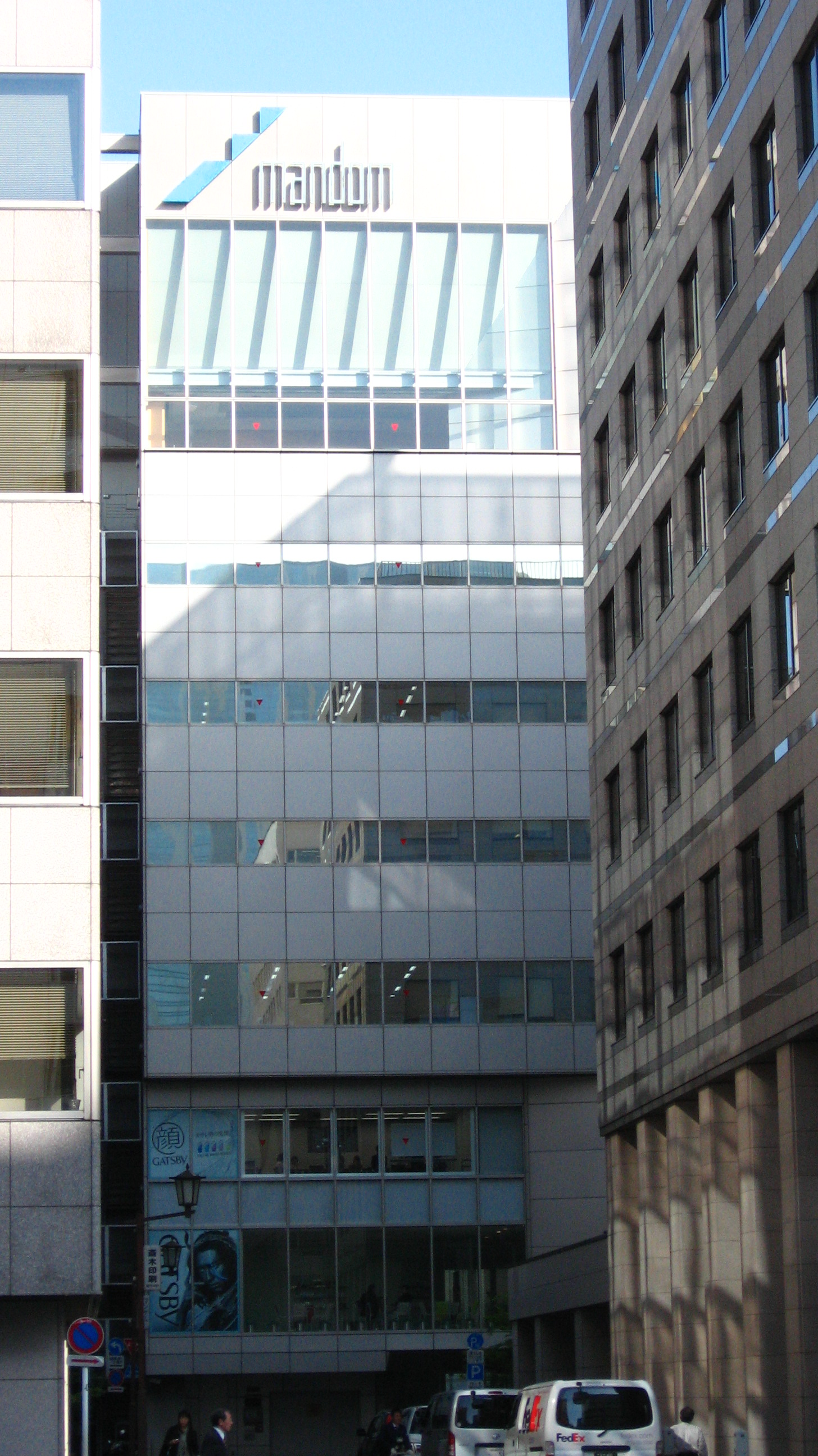
東京日本橋ビル（東京都中央区日本橋）

- 前述の通り、1970年代のチャールズ・ブロンソン出演のCMが一世を風靡したが、当時巷では会話の中で「おいっ、お前口の下に何か付いてるぞ」「エッ?（顎の部分を擦る）」「うーん、マンダム」といったCMの仕草に倣ったギャグが流行した。
- 2000年から2002年は、FM802でタイムシグナル（時報）CMを放送していた。
- 2013年9月1日のTBSテレビ『がっちりマンデー!!』にて同社の特集が組まれ、西村元延社長もスタジオ出演した。

## 関連会社

### 国内
- 株式会社ピアセラボ （美容サロン・エステティックサロンへの化粧品および医薬部外品の販売）
- 株式会社エムビーエス （生命・損害保険代理店業、旅行業、総合サービス業、マンダム国内グループ会社商品の品質管理）
- 株式会社マンダムウィル（マンダムグループからの請負業務、人材派遣）※特例子会社の認定を2018年12月17日取得

### 海外
（進出または設立順）
- PT Mandom Indonesia Tbk （ インドネシア ブカシ）
- Mandom Corporation (Singapore) Pte. Ltd. （ シンガポール）
- Mandom Taiwan Corporation （ 台湾 台北市）
- Mandom Corporation (Thailand) Ltd. （ タイ バンコク）
- Mandom Philippines Corporation （ フィリピン マニラ）
- Sunwa Marketing Co., Ltd. （ 香港）
- Zhongshan City Rida Cosmetics Co., Ltd. （ 中国 中山）
- Mandom (Malaysia) Sdn. Bhd. （ マレーシア クアラルンプール）
- Mandom Korea Corporation （ 韓国 ソウル）
- Mandom China Corporation （ 中国 上海）
- Mandom Corporation (India) Pvt. Ltd. （ インド ムンバイ）
- Mandom Vietnam Company Limited （ ベトナム ホーチミン）
- ACG International Sdn. Bhd.（ マレーシア クアラルンプール）

## スポンサー番組

### 現在
- news zero（日本テレビ系）木曜日のみ

### 過去
- スーパーJOCKEY（日本テレビ系）
- 金曜ロードショー（日本テレビ系）
- オレたちひょうきん族（フジテレビ系・1982年4月〜）
- あいつがトラブル
- ザ・ウォッチング!!
- ウッチャンナンチャンのやるならやらねば!（フジテレビ系・〜1993年3月）
- FNNニュースレポート23:00（フジテレビ）※1980年代前半一時期
- SMAP×SMAP（関西テレビ・フジテレビ系・1999年4月～2011年9月）
- ビッグモーニング（TBS系）隔日、1993年3月降板。
- オールスター（丹頂）歌合戦（KRT→TBS系）※1955年と1956年の12月31日に放送された、一社提供による年末特別番組（「丹頂」の冠が着いたのは1956年のみ）。1957年から開始される『オールスター大行進』の前身にあたる。
- 毎日甲子園ボウル（毎日放送制作・TBS系）1997年
- ワールドプロレスリング（テレビ朝日系）
- めちゃ×2イケてるッ!（フジテレビ系）2005年頃一時期
- やべっちFC〜日本サッカー応援宣言〜（テレビ朝日系）2015年3月末で降板。同年4月からは同系列のロンドンハーツへ提供枠移動。
- 金曜★ロンドンハーツ（テレビ朝日系）隔週で前半枠と後半枠を交代。2017年3月末で降板。
- バイキングMORE（フジテレビ）水曜日のみ
- ウィークエンドノート（エフエム大阪）
- 岩手日報ニュース（IBC岩手放送） 夜間のスポットニュース

など